# Вальчепина, Мартина
Мартина Вальчепина (итал. Martina Valcepina; род. 4 июня 1992 года, Сондало, Италия) — итальянская конькобежка, специализирующаяся в шорт-треке. Участвовала на Олимпийских играх 2010 года, бронзовая призёр Олимпийских игр 2014 и серебряная призёр 2018 и 2022 годов, двукратная бронзовая призёр чемпионатов мира, 4-кратная чемпионка Европы.

## Биография
Мартина Вальчепина поначалу занималась плаванием и лёгкой атлетикой, а шорт-треком стала заниматься в Бормио в возрасте 6-ти лет благодаря старшей сестре Алисии, так как там была школа. Впервые Мартина выиграла на детских соревнованиях в 2004 году на кубке Санта Клауса. В январе 2007 года участвовала на чемпионате мира среди юниоров в Чехии и в общем зачёте заняла 23-е место.
На следующий год заняла 2-е место в эстафете чемпионата мира среди юниоров в Больцано и на командном чемпионате мира в Харбине заняла 5-е место в команде. На очередном чемпионате мира среди юниоров в Шербруке в эстафетной гонке выиграла золотую медаль, и на чемпионате Европы в Турине заняла 8-е место в многоборье. В начале января 2010 года на европейском чемпионате в Дрездене остановилась на 11-м месте в индивидуальном зачёте. На Зимних Олимпийских играх в Ванкувере заняла 31 место на дистанции 500 метров, а в эстафете в составе команды Италии заняла 6 место. Сразу после игр на домашнем чемпионате мира в Бормио выиграла бронзу в команде.
В 2011 году Мартина выиграла 500 м и эстафету на юниорском чемпионате мира в Курмайоре и впервые заняла третье место в многоборье на чемпионате Европы в Херенвене, при этом выиграла дистанцию 500 м и взяла бронзу в эстафете. Через год второй раз выиграла бронзовую медаль в общем зачёте на чемпионате Европы в Млада-Болеславе и помогла выиграть серебро в эстафете, а на чемпионате мира по шорт-треку в Шанхае заняла четвёртое место на дистанции 500 метров и 11-е в многоборье. В предолимпийский год стала 8-й на чемпионате Европы и 11-й на мировом первенстве в абсолютном зачёте.
В 2014 году после церемонии открытия Зимних Олимпийских игр в Сочи Мартина узнала о беременности, но решила продолжать участвовать и заняла 3 место в эстафете в составе команды Италии, а в индивидуальных гонках заняла 20 место на 500 м и 23-е места на 1000 и 1500 м. После прохождения УЗИ в Сочи узнала, что у неё будут близнецы. На 2 года Мартина ушла из спорта и занялась детьми и семьёй. В сентябре родила двух девочек Ребекку и Камиллу. «Роды избавили меня от тревог, неуверенности, волнения и робости прошлого. Я научилась больше контролировать свои эмоции, и я удивила себя этим новым уровнем концентрации» — сказала Мартина в интервью ricerca.repubblica.it.
Тренироваться вновь начала в конце 2016 года. Федерация Италии выделила Мартине квартиру в Курмайоре, где она проживала с сестрой и детьми, ей приходилось во время тренировок перемещаться между Бормио и Курмайором, и дети ходили в детсад по месту проживания. В январе 2017 года на чемпионате Европы в Турине на 500 м заняла второе место. уступив только голландке Рианне де Врис, а в эстафете выиграла золотую медаль с Лючией Перетти, Сесилией Маффеи и Арианной Фонтаной. В 2018 году на чемпионате Европы в Дрездене выиграла на 500 и 1500 м и в итоге в общем зачёте заняла 2-е место.
На Зимних Олимпийских играх в Пхёнчхане Мартина заняла 9-е место на 500 м и 12-е на 1500 м, 20 февраля выиграла серебро в эстафете. Через месяц завоевала серебро на национальном чемпионате и на чемпионате мира в Монреале в эстафете заняла 4-е место, а в личном многоборье 10-е. Ещё через год выиграла чемпионат Италии, серебро на 500 м на чемпионате Европы в Дордрехте и заняла 8-е место в общем зачёте на чемпионате мира. В 2020 году из-за пандемии коронавируса провели только европейский чемпионат в Дебрецене, где Мартина выиграла серебро на 500 м и в эстафете, и заняла 3-е место в многоборье. В 2021 году сначала заняла 3-е место в эстафете на чемпионате Европы в Гданьске, а потом выиграла бронзу в эстафете на чемпионате мира в Дордрехте.
На XXIV зимних Олимпийских играх в феврале 2022 года в Пекине, в первый день соревнований 5 февраля 2022 года в составе смешанной эстафетной команды завоевала серебряную олимпийскую медаль.